# Jill Furmanovsky
Jill Furmanovsky est une photographe britannique, née en 1953 en Rhodésie du Sud (actuel Zimbabwe), et qui s'est spécialisée dans le rock. Elle a ainsi réalisé des photos de nombreux groupes comme Led Zeppelin ou les Pink Floyd.

## Biographie
Née en 1953 en Rhodésie du Sud dans l'Empire britannique, ses parents et son frère déménagent en 1965 à Londres. Elle y fait ses études de 1972 à 1974, au prestigieux Central Saint Martins College of Art and Design dans le cursus textile et graphisme. Dès sa première année, elle s'entraîne à la photographie au Rainbow Theatre, l'une des plus célèbres salles de rock de l'époque où elle devient rapidement le photographe officiel. Cela lui permet de prendre des clichés de Bob Dylan, de Led Zeppelin, de Pink Floyd, de Mike Oldfield, des Ramones, de Bob Marley, d'Eric Clapton, de Blondie, de Police, du Clash, des Sex Pistols, des Pretenders ou d'Oasis. Elle réalise d'ailleurs plusieurs vidéos pour ces deux derniers.
Elle reçoit plusieurs prix, dont le « Jane Bown Observer Portrait Award » en 1992 pour son portrait de Charlie Watts, le batteur des Rolling Stones. Après un premier livre en 1995, intitulé The Moment - 25 Years of Rock Photography, elle propose différentes photos du groupe Oasis en 1997 au Royaume-Uni et en Irlande dans une exposition appelée Was There Then. Un nouvel ouvrage en est produit : Was There Then – A Photographic Journey with Oasis.
Elle lance en 1998 son propre site web (www.rockarchive.com) afin de rendre l'accès plus facile aux fans et aux collectionneurs. Elle y affiche, dans un premier temps, trente photos en noir et blanc d'artistes célèbres qu'elle a prises sur ses trente années de carrière. Un livre en est extrait pour lancer le projet et est connu sous le nom Edition 30/30/30. Le site offre aujourd'hui plus de 750 images provenant de plus de soixante photographes ou directeurs artistiques : Bob Gruen, David Richard Ellis, Gered Mankowitz, Ian Dickson, Kevin Cummins, Lex van Rossen, Mick Rock, Philip Townsend ou encore Storm Thorgerson.

## Œuvres

### Publications
- The Moment - 25 Years of Rock Photography (1995)
- Was There Then – A Photographic Journey with Oasis (1997)
- Edition 30/30/30 (1998)

### Expositions
- Was There Then (1997)